# Châteauneuf-la-Forêt
Châteauneuf-la-Forêt (tiếng Occitan: Chasteu Nuòu) là một xã của tỉnh Haute-Vienne, thuộc vùng Nouvelle-Aquitaine, miền trung nước Pháp.